# Três Passos Atlético Clube
Il Três Passos Atlético Clube, noto anche semplicemente come Três Passos, è una società calcistica brasiliana con sede nella città di Três Passos, nello stato del Rio Grande do Sul.

## Storia
Il club è stato fondato il 9 febbraio 1966. Ha vinto il Campeonato Gaúcho Série B nel 1969, dopo aver battuto il Tupy.

## Palmarès

### Competizioni statali
- Campeonato Gaúcho Série B: 1

1969